# E.T. the Extra-Terrestrial (computerspel)
E.T. the Extra-Terrestrial, ook gekend als E.T., is een computerspel van Atari voor de Atari 2600-spelcomputer. Het spel is gebaseerd op de gelijknamige film en wordt beschouwd als een van de slechtste spellen ooit gemaakt.

## Gameplay
E.T. is een avonturenspel waarin de speler het buitenaardse wezen E.T. bestuurt. Het doel van het spel is om drie onderdelen van een interplanetair telefoontoestel te zoeken. De onderdelen liggen verborgen op willekeurige plaatsen verspreid over zes verschillende locaties. Elke locatie bestaat uit een aantal schermen. E.T. heeft een beperkte energie en dient de onderdelen te vinden voor deze energiebalk leeg is. Elke actie vereist energie die afhankelijk is van wat men doet: wandelen, teleportatie, uit putten kruipen of zweven.
Op diverse plaatsen liggen Reese's Pieces (vergelijkbaar met Smarties) om E.T. terug meer energie te geven. Wanneer E.T. negen Reese's Pieces vindt, krijgt hij van Elliot een onderdeel van de telefoon. Zodra E.T. de drie onderdelen heeft, moet hij naar een speelveld gaan waar hij de telefoon kan gebruiken om daar naar zijn thuisplaneet te bellen. Vervolgens heeft E.T. een beperkte tijd om naar die plek in het bos te gaan waar het ruimteschip hem initieel had achtergelaten. Eens gered, herstart het spel. De moeilijkheidsgraad wordt niet verhoogd, enkel de te zoeken onderdelen en Reese's Pieces liggen op andere plaatsen. De behaalde score wordt meegenomen naar de volgende spelronde. Het spel wordt beëindigd wanneer E.T. geen energie meer heeft.
Bovenaan het scherm is een indicatie op welke locatie E.T. zich bevindt. De acties de E.T. kan uitvoeren, variëren naargelang deze locatie. Verder is er nog een wetenschapper die E.T. meeneemt naar zijn labo en een FBI-agent die de telefoononderdelen in beslag neemt. Aan het begin van het spel kan de speler wel een moeilijkheidsgraad instellen die het aantal wetenschappers en agenten, en hun snelheid, bepaalt.

## Achtergrond
Omwille van het wereldwijde E.T.-succes startte Atari gesprekken met Universal Pictures om een spel te maken gebaseerd op de film. Atari verwierf de rechten in juli 1982 en betaalde tussen de 20 en 25 miljoen dollar aan licentierechten.
Atari gaf de ontwikkeling van het spel in handen van hun medewerker Howard Scott Warshaw met de vraag om dit voor 1 september te ontwikkelen zodat het spel kon worden verkocht tijdens de kerstperiode 1982. Warshaw bedacht een spel dat door Steven Spielberg al niet goed werd onthaald. Ondanks dit advies ging Warshaw toch verder met zijn ontwerp omdat hij van mening was dat het spel bij de speler dezelfde sentimentele waarde zou oproepen als de film. Mede door de tijdsdruk werd het spel ook niet getest door een spelersgemeenschap.
Atari was van mening dat het spel enorm hoge verkoopcijfers zou behalen en produceerde vijf miljoen cartridges. Slechts een goede 1,5 miljoen exemplaren werden effectief verkocht. Hoewel dit voor Atari een recordverkoop was, waren de kosten van licentie, ontwikkeling en reclame veel te hoog om te kunnen betalen met de winsten van het spel. Geschat wordt dat Atari een nettoverlies van zo'n 100 miljoen dollar leed.

### Financiële flop en de Noord-Amerikaanse videospelrecessie
Naast E.T. bracht Atari voor de kerstperiode 1982 ook een Pac Man-versie uit voor de Atari 2600. Ook dit spel was ondermaats in vergelijking met de "Pac Man"-versie voor arcade of andere spelconsoles. Hoewel dit spel het bestverkochte spel voor de Atari 2600 was, werd van van dit spel slechts iets meer dan de helft van de geproduceerde cartridges verkocht.
Tussen de 2,5 en 3,5 miljoen onverkochte cartridges van E.T. the Extra-Terrestrial werden teruggestuurd naar Atari en zouden in 1983 begraven zijn op het Atari-computerspelkerkhof in Alamogordo. Na 31 jaar speculatie over het al dan niet bestaan van het kerkhof, kwam op 26 april 2014 het bericht dat dit wel degelijk bestaat. Op de bewuste plaats werden dozen opgegraven met onder andere cartridges van dit spel en Centipede alsook een oude joystick.
Het minderwaardige E.T.-spel en het overgeproduceerde Pac-Man-spel leidden tot enorme financiële verliezen voor Atari. Beide spellen worden ook gedeeltelijk verantwoordelijk geacht voor de Noord-Amerikaanse videospelrecessie en het uiteindelijke faillissement van Atari.

## Ontvangst
| Beoordeeld door       | Datum           | Score |
| --------------------- | --------------- | ----- |
| Tilt                  | januari 1983    | 83%   |
| Game Freaks 365       | 2000            | 41%   |
| Retrogaming.it        | 26 januari 2009 | 40%   |
| All Game Guide        | 1998            | 40%   |
| neXGam                | 1999            | 33%   |
| SwankWorld            | 15 juli 2005    | 10%   |
| Good Game             | 6 oktober 2008  | 0%    |
| The Video Game Critic | 15 mei 2001     | 0%    |